# Ключ 124
Ключ 124 (трад. и упр. 羽) — ключ Канси со значением «перо» (птичье); один из 29, состоящих из шести штрихов.
В словаре Канси есть 220 символов (из 49 030), которые можно найти c этим радикалом.

## История
На древняя идеограмма изображала крыло птицы.
Самостоятельно иероглиф используется в значениях: «перо» (птичье), «оперение», «крылья», «птицы», «пернатые».
В качестве ключевого знака используется редко.

Вид в Цзиньвэнь
Вид в Цзягувэнь
Вид в большой печати Чжуаньшу
Вид в малой печати Чжуаньшу

В словарях находится под номером 124.

## Примеры иероглифов
| Доп. штрихи | Иероглифы                           |
| ----------- | ----------------------------------- |
| 0           | 羽                                  |
| 3           | 羾 羿                               |
| 4           | 翀 翁 翂 翃 翄 翅 翆                |
| 5           | 翇 翈 翉 翊 翋 翌 翍 翎 翏 翐 翑 習 |
| 6           | 翓 翔 翕 翖 翗 翘 翙 翚             |
| 7           | 翛 翜 翝                            |
| 8           | 翞 翟 翠 翡 翢 翣 翤                |
| 9           | 翥 翦 翧 翨 翩 翪 翫 翬 翭          |
| 10          | 翮 翯 翰 翱                         |
| 11          | 翲 翳 翴 翵 翶 翼                   |
| 12          | 翷 翸 翹 翺 翻                      |
| 13          | 翽 翾                               |
| 14          | 翿 耀                               |

- Примечание: Ваш браузер может отображать иероглифы неправильно.